# Kochab
Kochab o Kocab es la estrella beta de la constelación de la Osa Menor (Beta Ursae Minoris). Es una gigante naranja K4 situada a 129 años luz de la Tierra.
Su nombre proviene del árabe الكوكب (al-kaukab o al-kokab, ‘La Estrella’). El nombre completo que los antiguos astrónomos árabes daban a esta estrella era الكوكب الشمالي (Al Kaukab al Shamaliyy, ‘La Estrella del Norte’), puesto que en su tiempo era la estrella más cercana al norte celeste.

## Estrella polar

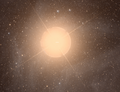
Una bonita imagen artística de la estrella Kochab de 160 píxeles

Fue usada como estrella polar en el hemisferio norte aproximadamente entre los años 1500 a. C. y 500 d. C. En las obras de Homero se hace referencia a esta estrella para situar el polo norte celeste, situándolo a dos tercios de camino entre Polaris, la actual estrella polar, y Kochab.